# Erastria subradiata
Erastria subradiata là một loài bướm đêm trong họ Geometridae.